# مانستر هانتر تري
مانستر هانتر تري (بالإنجليزية: Monster Hunter Tri)‏، هي لعبة فيديو يابانية من نوع أكشن تقمص الأدوار، وهي من تطوير ونشر شركة كابكوم، صدرت اللعبة في الأسواق سنة 2009، وتعمل على منصات أجهزة نينتندو الحصرية، وهي وي ونينتندو 3دي أس ووي يو.